# Gastone Gambara

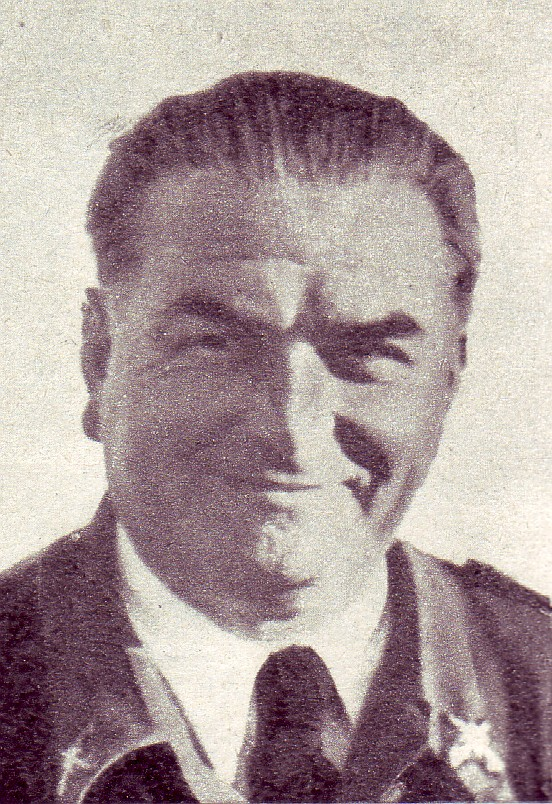
Gastone Gambara

Gastone Gambara (* 10. November 1890 in Imola; † 27. Februar 1962 in Rom) war ein führender italienischer General während des italienischen Faschismus. Von 1938 bis 1939 war er der vierte und letzte Oberbefehlshaber der italienischen Expeditionsarmee CTV im Spanischen Bürgerkrieg, während des Zweiten Weltkrieges befehligte er von 1940 bis 1943 italienische Armeekorps in Frankreich, Nordafrika, Griechenland und Jugoslawien. Von 1943 bis 1944 war er schließlich Stabschef der Streitkräfte der faschistischen Sozialrepublik (RSI).
Gambara wurde 1947 von den alliierten Siegermächten als Kriegsverbrecher im CROWCASS gelistet, jedoch weder in Italien noch anderswo belangt.

## Militärische Laufbahn
Gambara schlug zunächst die Unteroffizierslaufbahn ein. Im Oktober 1911 wurde für einen besonderen Lehrgang an der Militärakademie in Modena zugelassen, nach dessen Abschluss er zum Unterleutnant befördert wurde. Danach diente er, auch während des Ersten Weltkriegs, bei verschiedenen Verbänden der Alpini. Nach dem Krieg kommandierte er ein Alpini-Bataillon. Von 1923 bis 1925 absolvierte er einen Generalstabslehrgang und diente danach bei verschiedenen Stäben. Ab August 1927 arbeitete er in Albanien als Militärberater.
Gambara nahm am Spanischen Bürgerkrieg teil, wo er unter anderem den faschistischen „Freiwilligenverband“ Corpo Truppe Volontarie befehligte. Von 1939 bis 1940 war er italienischer Botschafter in Spanien. Mit dem Diktator Franco pflegte Gambara einen freundschaftlichen Umgang.
1940 führte er das XV. Armeekorps in den Westalpen, dann das VIII. Korps in Griechenland und Albanien. Im Mai 1941 kam er nach Nordafrika, wo er mit einem motorisierten Korps an der deutsch-italienischen Gegenoffensive teilnahm. 1942 übernahm er den Befehl über das XI. Korps, das in Slowenien und Kroatien gegen Partisanen kämpfte und Aufstände blutig unterdrückte. Für die Zustände in den italienischen Konzentrationslagern, die die 2. italienische Armee in Slowenien und Kroatien unterhielt, trug Gambara eine Mitverantwortung. Die dort gefangenen Partisanen und Widerstandskämpfer starben in vielen Fällen den Hungertod. Als italienische Ärzte ihm einen Bericht über die Zustände in den Lagern vorlegten, schrieb er eigenhändig einen Kommentar in den Bericht, der später in Italien einiges Aufsehen erregte: Logico ed opportuno che campo di concentramento non significhi campo d'ingrassamento (deutsch: „Logisch und angemessen, dass es Konzentrationslager und nicht Verfettungslager heißt“).
Nach dem Waffenstillstand vom 8. September 1943 verhandelte Gambara mit den deutschen Truppen, die Istrien besetzten und schloss sich schließlich der faschistischen Italienischen Sozialrepublik Mussolinis an. Hier diente er als Chef des Generalstabs unter Kriegsminister Rodolfo Graziani und geriet am Ende des Krieges in alliierte Internierungshaft. Im Juni 1945 wurde er unehrenhaft aus der Armee entlassen. 1947 wanderte Gambara auf Einladung Francos nach Spanien aus.
Die Volksrepublik Jugoslawien beantragte bis 1948 mehrfach erfolglos seine Auslieferung wegen der Verbrechen während der Besatzungsherrschaft. Nach dem Bruch Titos mit Stalin im Juni 1948 verzichtete Jugoslawien im Rahmen seiner neuen geopolitischen Stellung auf weitere Auslieferungsforderungen. In der Zwischenzeit war 1946 gegen Gambara in Italien ein Ermittlungsverfahren wegen seiner vermeintlichen Beteiligung an Kriegsverbrechen eingeleitet worden. Der zunächst für Anfang 1948 angesetzte Prozessbeginn wurde jedoch mehrmals verschoben. 1951 stellte die Militärjustiz schließlich das Verfahren ein. Die italienische Justiz begründete die Einstellung damit, dass Jugoslawien juristisch nicht gegen die Verantwortlichen der Foibe-Massaker vorgegangen sei und Italien im Gegenzug nicht gegen italienische Staatsbürger vorgehe, die für in Jugoslawien begangene Kriegsverbrechen verantwortlich seien.
Nach der Einstellung des Verfahrens wurden ihm 1952 sein militärischer Rang und seine sich daraus ergebenden Ansprüche wieder anerkannt. Im gleichen Jahr kehrte er nach Italien zurück. Gambara verstarb 1962 unbehelligt in Rom.

## Kriegsverbrechen
Nach dem für die franquistischen Truppen und ihre italienischen Verbündeten siegreichen Eroberung Kataloniens im spanischen Bürgerkrieg, ließ Gambara laut Brian R. Sullivan (1995) alle dortigen italienischen Kriegsgefangenen, die als Antifaschisten auf der Seite der Spanischen Republik gekämpft haben, auf Anordnung Mussolinis erschießen.
Von Seiten Jugoslawiens wurde Gambara nach dem Zweiten Weltkrieg vorgeworfen, er sei während seiner Zeit als italienischer Befehlshaber im besetzten Slowenien persönlich für schwere Folterungen verantwortlich gewesen. Außerdem rechtfertigte er die brutalen Haftverhältnisse im italienischen Konzentrationslager Rab, die unter den dortigen Insassen zu einer besonders hohen Sterblichkeitsrate führten, damit, dass die Schwächung der Internierten vorteilhaft sei, da sie sich schwach und krank ruhig verhalten würden.